# Karol de Prevot

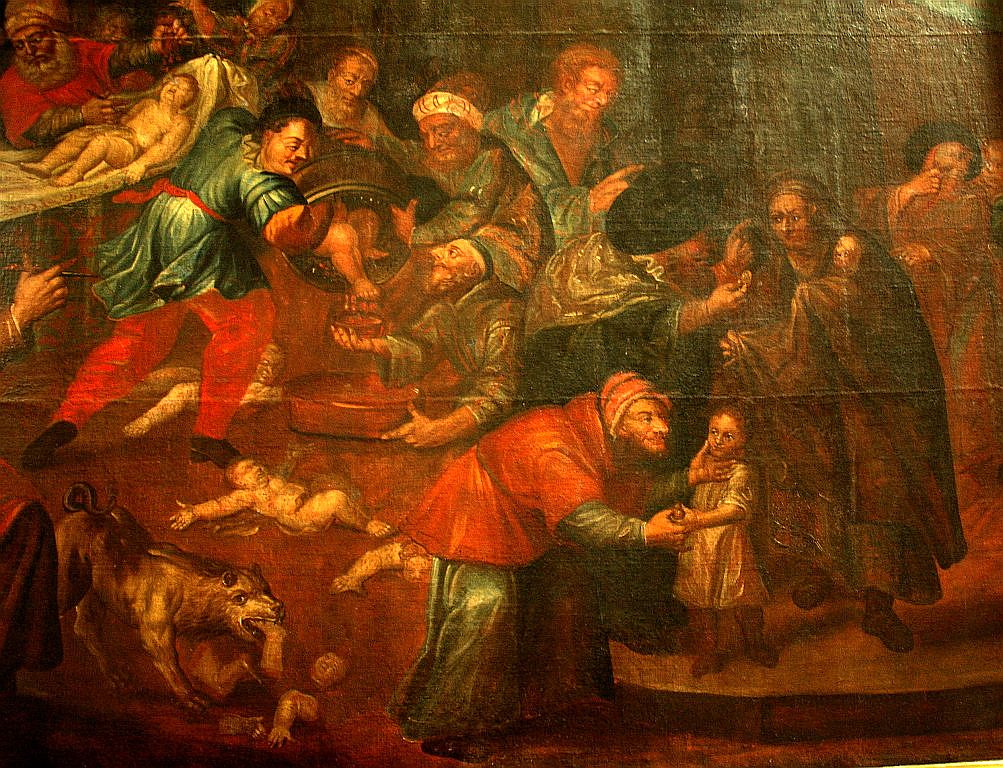
Obraz Mord rytualny przedstawiający rzekomy mord rytualny z katedry w Sandomierzu, pędzla Karola de Prevot (XVIII w.)

Karol de Prevot, Karol (Carlo) de (di) Prevo (Prewot, Prewo), (ur. ok. 1670 w Ticino, zm. 1737 w Sandomierzu) – polski malarz włoskiego pochodzenia.

## Życiorys
Karol de Prevo urodził się w północnych Włoszech, w regionie Ticino. Około 1691 r. przybył do Polski i prowadził działalność artystyczną w regionie sandomierskim. Wykonał cykl obrazów do kolegiaty sandomierskiej przedstawiających sceny z Nowego Testamentu, na początku XVIII w. wykonywał zlecenia dla zakonu paulinów w kościele w Beszowej. W 1703 r. wykonał obrazy do kaplicy zamkowej w Tęczynie na zlecenie Stanisława Łukasza Opalińskiego. Stałe zatrudnienie uzyskał w warsztacie Elżbiety z Lubomirskiej Sieniawskiej. W latach 1704–1729 pracował w pałacu w Łubnicach i innych posiadłościach hetmanowej. Wówczas kształcił uczniów, kierował warsztatem artystycznym, nadzorował prace wykonywane na zlecenie kanoników sandomierskich oraz zakonu paulinów (Beszowa, Jasna Góra, Warszawa). Ostatnie lata swego życia spędził na ziemi przemyskiej wykonując w latach 1730–1737 realizacje malarskie zlecane przez bpa Aleksandra Fredrę. Zmarł w 1737 roku.

## Wybrane obrazy
- Anioł Stróż w zbawczej drodze człowieka, 1701, olej na desce, 191×108 cm, klasztor na Jasnej Górze.
- Mord rytualny, I poł. XVIII, olej, obraz z cyklu „Martyrologium Romanum”, Katedra sandomierska
- Matka Boża Zwycięska, rys. do grafiki rytowanej przez J. Tscherninga, strona tytułowa książki A. Węgrzynowicza, Syllabus Marianus, Lwów 1717.
- Św. Wawrzyniec, ok. 1731, ol. na pł., katedra w Przemyślu
- Opłakiwanie Chrystusa, ok. 1731, fresk, kopuła w kaplicy bpa Fredry w katedrze w Przemyślu
- cykl Martyrologium Romanum, 1708–1737, ol. na pł., katedra w Sandomierzu